# Melampsora allii-populina
Melampsora allii-populina Kleb. – gatunek grzybów z rzędu rdzowców (Pucciniales). U topoli (wraz z Melampsora laricis-populina i Melampsora populnea) wywołuje chorobę o nazwie rdza topoli. 

## Systematyka i nazewnictwo
Pozycja w klasyfikacji według Index Fungorum: Melampsora, Melampsoraceae, Pucciniales, Incertae sedis, Pucciniomycetes, Pucciniomycotina, Basidiomycota, Fungi.
Synonimy:
- Melampsora allii-populina Kleb. 1902 f. allii-populina
- Puccinia allii-populina (Kleb.) Gombkötô, Iváncsics, Latos Németh & P. Reisinger 2011
- Uredo allii-populina Arthur 1906

## Charakterystyka
Pasożyt obligatoryjny. Jest też pasożytem dwudomowym, czyli takim, który dla pełnego cyklu rozwojowego potrzebuje dwóch gatunków roślin żywicielskich: część rozwoju odbywa na różnych gatunkach topoli (Populus), a część na innych roślinach. 
Jest to najmniej zbadany wśród 3 gatunków wywołujących rdzę topoli. W polskim piśmiennictwie naukowym do 2008 r. podano tylko dwa przypadki występowania tego gatunku na topoli balsamicznej i topoli kanadyjskiej. 

## Gatunki podobne
Trzy gatunki wywołujące rdzę topoli różnią się od siebie cechami morfologicznymi, mikroskopowymi, oraz gatunkami żywicieli. Różnice morfologiczne i mikroskopowe:
- Melampsora populnea ma urediniospory o długości do 23 μm, telia powstają na dolnej stronie liści topoli
- Melampsora alli-populina. Jej urediniospory mają długość do 40 μm i na szczycie bardzo cienką ścianę. Telia powstają na dolnej stronie liści
- Melampsora laricis-populina ma większe urediniospory – mają długość 27–40 μm oraz na szczycie zgrubiałą ścianę. Telia powstają na górnej stronie liści